# Tactica di Leone VI il Saggio
Il Tactica o Taktika (in greco Τακτικά?, Tacticà) è un trattato militare scritto da o per l'imperatore bizantino Leone VI il Saggio (al potere dall'895 al 908) e successivamente curato da suo figlio, Costantino VII Porfirogenito. Rifacendosi ai contenuti di autori precedenti come Eliano Tattico (fl. II secolo), Onasandro (fl. 49 d.C.) e lo Strategikon dell'imperatore Maurizio (VI secolo), si tratta di una delle maggiori opere relative tattica militare bizantina, scritta alla vigilia di una fase di rinascita per i romei. Il titolo greco originale è τῶν ἐν πολέμοις τακτικῶν σύντομος παράδοσις ("Brevi insegnamenti sulle tattiche di guerra"). Il Tactica affronta un'ampia gamma di argomenti, tra cui analisi relative alle formazioni di fanteria e alla cavalleria, alle esercitazioni, all'assedio e alla guerra navale. L'opera è stata scritta in un linguaggio tipico degli atti legislativi e include 20 "costituzioni" (Διατάξεις, Diataxeis), un epilogo e dodici capitoli aggiuntivi principalmente dedicate alle tattiche antiche riprese dal Sylloge Tacticorum (in greco: Συλλογή Τακτικών), un manuale militare probabilmente risalente alla metà del X secolo.

## La stesura

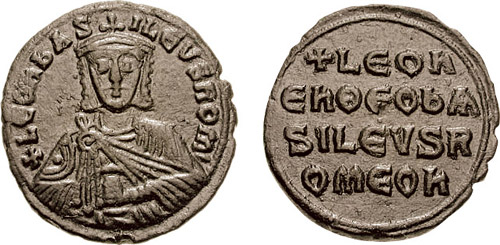
Follis con l’effigie di Leone VI il Saggio, verosimilmente l'autore del testo

Il manuale in esame fu scritto tra gli anni 886 e 912, cioè prima del grande periodo di riconquista vissuto dall'impero bizantino partito nell'XI secolo sotto i successori di Leone VI il Saggio. Nonostante la stesura di questo complesso manuale militare per i suoi successori, durante il regno dell'autore ebbero luogo pochi conflitti di una certa rilevanza ed egli non condusse mai di persona i suoi eserciti. Il primo che si può menzionare è la guerra bulgaro-bizantina dell'894-896, combattuta contro l'influente zar Simeone I. Scoppiata per via di una disputa commerciale, la lotta si concluse con una vittoria dei bulgari riportata nella battaglia di Bulgarofigo. La seconda guerra concerne la continuazione della conquista islamica della Sicilia, la quale era incominciata nell'anno 827 (cioè 59 anni prima dell'avvento di Leone VI sul trono) e che si concluse nel 902 con la caduta di Taormina. L'imperatore condusse inoltre poche operazioni di saccheggio durante il suo regno. Dopo l'incursione del 904 compiuta dal porto di Salonicco da parte di Leone di Tripoli, Leone inviò una spedizione a Creta nel 911 che si concluse con un fallimento. Tra le altre schermaglie su scala minore si devono segnalare quelle che avvennero sul confine anatolico tra l'impero bizantino e gli Arabi che erano già cominciate dall'824, con il risultato che il confine fu fortificato e divenne più spopolato.

## L'opera
Il titolo originale dell'opera è τῶν ἐν πολέμοις τακτικῶν σύντομος παράδοσις ("Brevi insegnamenti sulle tattiche di guerra"). Il Tactica affronta un'ampia gamma di argomenti, tra cui analisi relative alle formazioni di fanteria e alla cavalleria, alle esercitazioni, all'assedio e alla guerra navale. L'opera è stata scritta in un linguaggio tipico degli atti legislativi e include 20 "costituzioni" (Διατάξεις, Diataxeis), un epilogo e dodici capitoli aggiuntivi principalmente dedicate alle tattiche antiche riprese dal Sylloge Tacticorum (in greco: Συλλογή Τακτικών), un manuale militare probabilmente risalente alla metà del X secolo. I primi venti capitoli sono in gran parte tratti dallo Strategikon scritto durante il regno dell'imperatore Maurizio tra il 582 e il 602, ma vennero aggiornati e adattati alla visione di Leone VI intorno al X secolo. Non mancano inoltre passaggi che si rifanno ad altri autori di epoca precedente, come ad esempio Eliano Tattico (fl. II secolo) e Onasandro (fl. 49 d.C.). Il materiale non è organizzato per autori o testi, ma in base a uno schema logico, per argomenti.
Il testo presenta alcuni problemi editoriali, tanto che spesso si verificano delle ripetizioni e in parole apposte in posizioni errate, nonostante le promesse fatte dall'imperatore al lettore nella prefazione: «Non mi sono preoccupato dell'eleganza e ho badato più all'essenza delle cose che a eventuali orpelli. Ho cercato il più possibile di rendere la mia narrazione semplice, chiara e precisa».
Il testo del Tactica è sopravvissuto grazie a diversi manoscritti, il più antico dei quali risale a quando Leone era ancora in vita. L'imperatore sostiene che il cristianesimo avrebbe dovuto adottare la dottrina islamica della «guerra santa» in campo militare.
Un'edizione in gran parte ispirata a un manoscritto fiorentino del X secolo è stata pubblicata nel 2010 con la sua traduzione in lingua inglese.

## Contenuto

### Prefazione
L'imperatore annuncia di cosa tratta questo libro, ovvero non dimenticare le antiche tattiche militari e insegnare quelle moderne. A suo giudizio, avere un'ottima conoscenza della tattica e delle conoscenze militari, trascurate o addirittura dimenticate dai suoi generali, risulta addirittura meglio che fare affidamento sul numero delle sue truppe: « [...] non è con una moltitudine di uomini che la guerra finisce felicemente [...], ma con la capacità di disporli, di farli muovere e di gestirli».

### Preparativi per la guerra

#### Capitolo I - Sulla tattica e sul generale
Il primo capitolo spiega innanzitutto l'interpretazione della tattica, descritta come «la scienza dei movimenti che si compiono in guerra [...] l'arte di schierare le truppe e di disporre delle diverse armi». In una seconda fase, si evoca la separazione del personale militare in due categorie: «le persone destinate a combattere» (truppe a piedi e truppe a cavallo) e «quelle che seguono» (tutti i servi, medici e altro personale non combattente). In terzo luogo, si affermano le funzioni e gli oneri che ricadono in capo a un generale: « [...] è responsabile dell'amministrazione civile e militare della provincia in cui comanda, deve radunare le truppe disperse, formare il corpo d'armata e preservare la disciplina [...]». Una simile descrizione rievoca il sistema amministrativo del thema (greco: θεματα: Themata).

#### Capitolo II - Le qualità necessarie a unostrategos
Questo capitolo elenca molte qualità o virtù che un buon generale o stratego (in greco: στραταγός, strategos) dovrebbero possedere. Ecco l'elenco delle principali:
- Non deve governare per avidità, ma per devozione al suo compito: « [...] che disprezzerà il denaro quando non permetterà che si corrugga, che governerà [...] senza altro scopo che l'onore di farli avere successo».
- Non deve essere né troppo giovane né troppo anziano perché « [...] la giovinezza è volubile e non radiosa e [...] in vecchiaia [...] non si ha la forza di agire [...]».
- Deve essere amato dai suoi uomini: «Un generale che ama le truppe le governerà facilmente [...] non rifiuteranno alcun pericolo».
- Deve essere un oratore carismatico: «La voce di un generale è migliore del suono della tromba; agita l'anima con maggiore forza, [...] ]».
- Non dovrebbe essere nominato in base alla sua ricchezza, ma piuttosto per la sua competenza, indipendentemente dal suo potere.
- Deve essere un cristiano fedele e pio: « [...] senza l'assistenza divina nulla riuscirà [...]; che senza di essa non sconfiggerete i nemici più deboli, perché la Provvidenza governa tutto [...]».

#### Capitolo III - La struttura delle forze e i gradi dell'esercito
Questo capitolo tratta innanzitutto del reclutamento delle truppe, oltre che del genere di persone da reclutare o meno. In seguito analizza le modalità con cui si dovrebbero ripartire le truppe l'esercito e qual è la gerarchia da adottare. Si tratta quindi anche di tutti i gradi o funzioni eventualmente impiegati in un esercito, di cui questi sono i più importanti:
- Generale (Στρατηγός, Stratego)
- Luogotenente generale (ὑποστρατηγός, Ipostratego)
- Drongario (Δρουγγάριος, Drongario)
- Conte (Κόμης, Conte)
- Centurione (Κεντάρχος, Centarco)
- Decurione (Δεκάρχος, Decarco)
- Soldato (Στρατιώτης, Stratiote)

Sono elencate molte altre funzioni come: il portatore del vessillo (Βανδοφορε, Bandofore), il comandante della singola unità (πρωτοστάτης, Protostate), le spie (Σκουλακάτορες, Sculacatore), i dottori (Σκριεον, Scrieo), i medici (Εκρι, Ecri) e molti altri. Infine, si analizza anche l'organizzazione degli uomini nelle diverse formazioni schierate e delle conoscenze richieste per centurioni e decurioni.

#### Capitolo IV - Consigli militari e decisioni
Questo capitolo riguarda il processo attraverso il quale dovrebbe passare una decisione o un progetto, sia amministrativo che militare. In primo luogo, deve essere formato un consiglio di popolo ritenuto interessato per una deliberazione del piano previsto dal generale. Questo consiglio serve a discutere la fattibilità del piano, come dovrebbe avere luogo e perché dovrebbe essere eseguito. I partecipanti alla deliberazione devono sempre avere una visione lungimirante e non mostrarsi miopi durante il consiglio. Si consiglia inoltre che i partecipanti ai dibattiti siano discreti e non rivelino nulla, dicendosi anche che un'azione proposta in un consiglio deve risultare possibile e utile, altrimenti la si potrà giudicare imprudente. Infine, si afferma che è possibile agire da soli (se questa è considerata l'unica opzione), ma il generale non deve farsi sopraffare dalle sue emozioni e preoccupazioni.

#### Capitolo V - Armi
In questo passaggio si sostiene che le armi devono versare sempre in condizioni idonee all'uso immediato. Si indicano anche le armi, le armature e gli equipaggiamenti di cui devono munirsi le diverse truppe dislocate. Si ritiene inoltre che tenga conto dell'uso di carri per il trasporto di cibo, armi, combattenti o altro materiale. Viene anche menzionato l'uso potenziale di varie armi d'assedio (se ci sono a disposizione per lo scontro), così come l'impiego di piccole imbarcazioni di legno per attraversare i fiumi o di navi da trasporto/guerra se esse appaiono idonee allo scontro.

#### Capitolo VI - Armi della cavalleria e della fanteria
Si analizza quanto concerne le armature e l'armamentario dell'equipaggiamento che arcieri, cavalleria e fanteria devono indossare (in particolare gli ultimi due). Classificando anche allo stesso tempo i diversi corpi d'armata:
- Cavalieri: i catafratti (καταφρακτοι, katafraktoi, la cavalleria con armatura pesante) e i non catafratti (κουρσορσεσ, koursors, raggruppamento di cavalleria a reazione e cavalieri di lancia)
- Fanti: portatori di scudi (Σκουτατοι, Skoutatoi, una sorta di versione moderna degli opliti dell'antica Grecia) e psilisti (Πσιλοι, Psiloi, armati di archi e poche altre protezioni)

Oltre all'enumerazione dell'equipaggiamento, si susseguono consigli di vario genere: «Più il soldato è armato e attrezzato a dovere, più aumenta il suo coraggio e infonde timore nel nemico. Sfruttate i mesi invernali o di riposo per scoprire quali attrezzature o animali mancano o sono necessari». Nel momento della conclusione si descrivono vecchi tipi di fanteria, ovvero la classe dei peltasti e delle falangi macedoni.

#### Capitolo VII - Addestramento
Questa sezione tratta i diversi addestramenti e compiti che i soldati devono svolgere quando sono a riposo (in inverno, in accampamento, ecc.). Le esercitazioni dovrebbero abituare i soldati ai pericoli che li attendono, tenerli pronti e mantenerli motivati. Gli allenamenti effettuati devono essere numerosi e diversi a seconda della classe del soldato (oplita, arciere, cavaliere, ecc.), possono essere svolti da soli o in gruppo o possono assumere a volte la veste di una competizione tra due squadre con spade e frecce smussate o di legno. Inoltre, si possono compiere delle esercitazioni sulla formazione dell'esercito e sugli ordini che verranno impartiti in battaglia o, nelle situazioni di maggiore calma, eseguire delle attività di pulizia e manutenzione. Tutti questi compiti cercano di creare una maggiore sinergia tra i soldati e il loro ufficiale, facendo sì che non rimangano con le mani in mano in accampamento. Si procede poi a un'accurata descrizione delle esercitazioni, le formazioni e delle "simulazioni" di battaglia che possono essere insegnate e praticate durante questi periodi di riposo. Infine, si riporta un elenco di comandi vocali da impartite a soldati e ufficiali.

#### Capitolo VIII - Punizioni
Le punizioni che possono essere applicate ai soldati e ai loro superiori variano notevolmente a seconda del reato commesso, e vanno da restrizioni minori, ammende, privazioni a sanzioni molto gravi, non ultima la pena di morte.

#### Capitolo IX - Marce

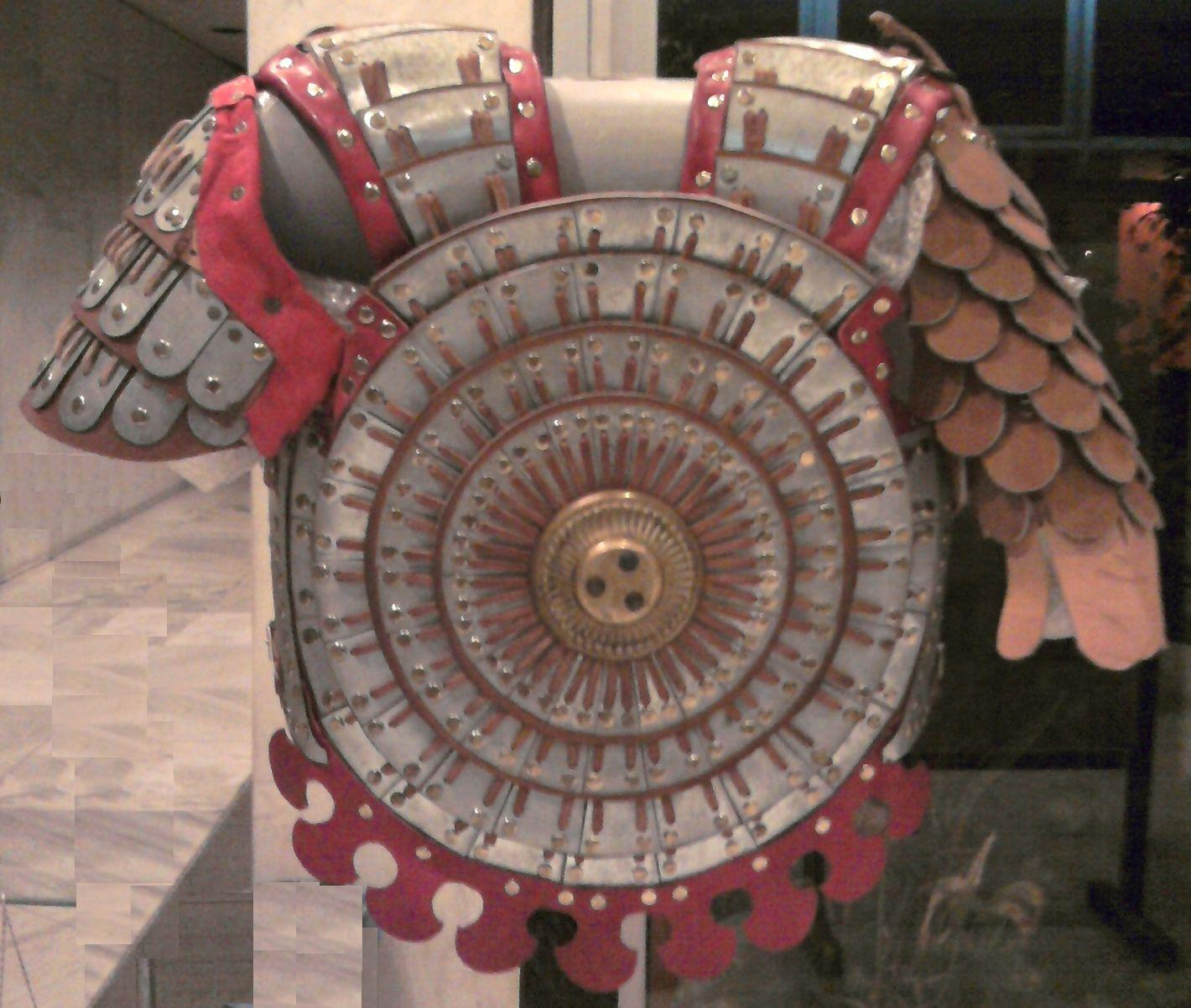
Klivanium bizantino

Questa sezione offre molte istruzioni e suggerimenti da seguire quando si sposta un esercito in territorio amico o ostile. Tra le altre cose, si afferma che la marcia protegge la regione pattugliata dai saccheggi nemici, che i soldati devono essere disciplinati fin dall'inizio in modo da essere organizzati in caso di attacco o da non scappare se ci si imbatte in una bestia selvatica, e infine per evitare che si lascino ingolosire dalla prospettiva di potenziali bottini da guadagnare durante il cammino. Si forniscono anche alcuni consigli e precauzioni da adottare per evitare incidenti o imboscate quando le truppe devono attraversare luoghi angusti, valichi, gole, fiumi o cosa fare in assenza di una guida. Si rimarca inoltre l'importanza di utilizzare gli esploratori ed evitare quelli nemici, oltre a ricordare l'importanza dell'abbondanza di cibo e rifornimenti durante i loro spostamenti, ad esempio. Per questo, prosegue l'analisi, è importante effettuare le invasioni del territorio nemico in maniera quanto più celere possibile per non esaurire le vettovaglie troppo presto, non lasciare mai l'esercito inattivo nello stesso luogo e non far sì che i soldati cerchino cibo da soli, in quanto è preferibile muoversi in gruppo.

#### Capitolo X - Trasporto bagagli
Questo capitolo tratta la difesa, dell'organizzazione delle vettovaglie, del seguito di un esercito e del seguito di un esercito, che deve essere protetto e sicuro. Il contrario sarebbe molto dannoso per il soldato che va in battaglia, che deve avere un animo sereno riguardo all'incolumità dei non combattenti che lo seguono (servi, donne e bambini): « [...] la paura di perdere ciò che si ha di più caro, vi fa andare in battaglia soltanto con pensieri negativi e paura». Si discute anche di come proteggerli a seconda della situazione e di quale tipo di bagaglio il soldato debba portare con sé a seconda della situazione: una lunga spedizione, una corsa in territorio nemico o una difesa di confine.

#### Capitolo XI - Campi e campi in movimento
Si suggeriscono dei consigli per la corretta sistemazione di un accampamento, sottolineando l'importanza della scelta del luogo (aperto e lontano da un ambiente umido), la necessità di evitare di posizionarsi vicino a un terreno che il nemico potrebbe utilizzare, il bisogno di scavare un fossato intorno al campo, di disporre sempre di sentinelle, di rimanere sempre sull'attenti, ecc. Si raccomanda inoltre di non sostare troppo a lungo nello stesso luogo, per evitare l'accumulo di rifiuti che potrebbero causare malattie. Se nell'accampamento occorre sostare più a lungo, va meglio fortificato e i soldati devono rimanere ben vigili e non calare la guardia, mentre ogni svago e momento di gioco va vietato durante la notte. Si discute anche dell'importanza di un buon approvvigionamento e della difesa dei vicini dell'accampamento, se in territorio amico. Sono riportate anche le istruzioni per lo spostamento dell'accampamento, le direttive che le guardie devono applicare (domande, ecc.), viene presentata una descrizione schematica dell'organizzazione interna, nonché le azioni da intraprendere se il nemico è vicino o in vista dell'esercito.

#### Capitolo XII - Sulla preparazione per il combattimento
L'importanza della costituzione dell'esercito prima della battaglia e delle sue conseguenze nel corso di essa non potevano non essere affrontate nell'opera. L'autore raccomanda quali formazioni sono favorevoli alla battaglia e quali lo sono meno (su una o più linee, ecc.), la necessità per il comandante di impartire ordini chiari e da trasmettere ai vari reparti, l'innegabile bisogno di preservare una forza di riserva in caso di eventi imprevisti, ecc. Si descrivono molti scenari di addestramento in base alle varie esigenze, ma anche l'intero processo che porta alle decisioni di posizionamento delle truppe, passando per la valutazione delle forze nemiche, del campo della battaglia, dell'adattamento dell'addestramento in base ai fattori esterni (nemico, terreno, tempo, truppe ed equipaggiamento disponibile) e così via. Sono incluse anche istruzioni molto precise sia per i soldati che per gli ufficiali.

#### Capitolo XIII - Sul giorno prima della battaglia
Questa parte si occupa dei preparativi e delle azioni che devono essere fatte uno o due giorni prima di una battaglia. Se ne riportano alcuni:
- Invio di spie al nemico per prevenire un attacco a sorpresa e ottenere informazioni sul loro numero e sull'equipaggiamento.
- Motivare le truppe in diversi modi: far sfilare i prigionieri in condizioni deboli davanti ai soldati, pronunciare discorsi che richiamano fasti passati e recenti e cercano di dissipare le preoccupazioni dei soldati, tentare di affossare la reputazione del nemico, ecc.
- Il generale deve riconsiderare tutti i fattori e le possibilità che potrebbero verificarsi durante la battaglia successiva o prima consultarsi con i suoi (come riferito nel capitolo III).
- Ritirare o fortificare la posizione se il nemico attacca in condizioni sfavorevoli.
- Fare provviste per uno o due giorni in vista della battaglia.

#### Capitolo XIV - Il giorno della battaglia

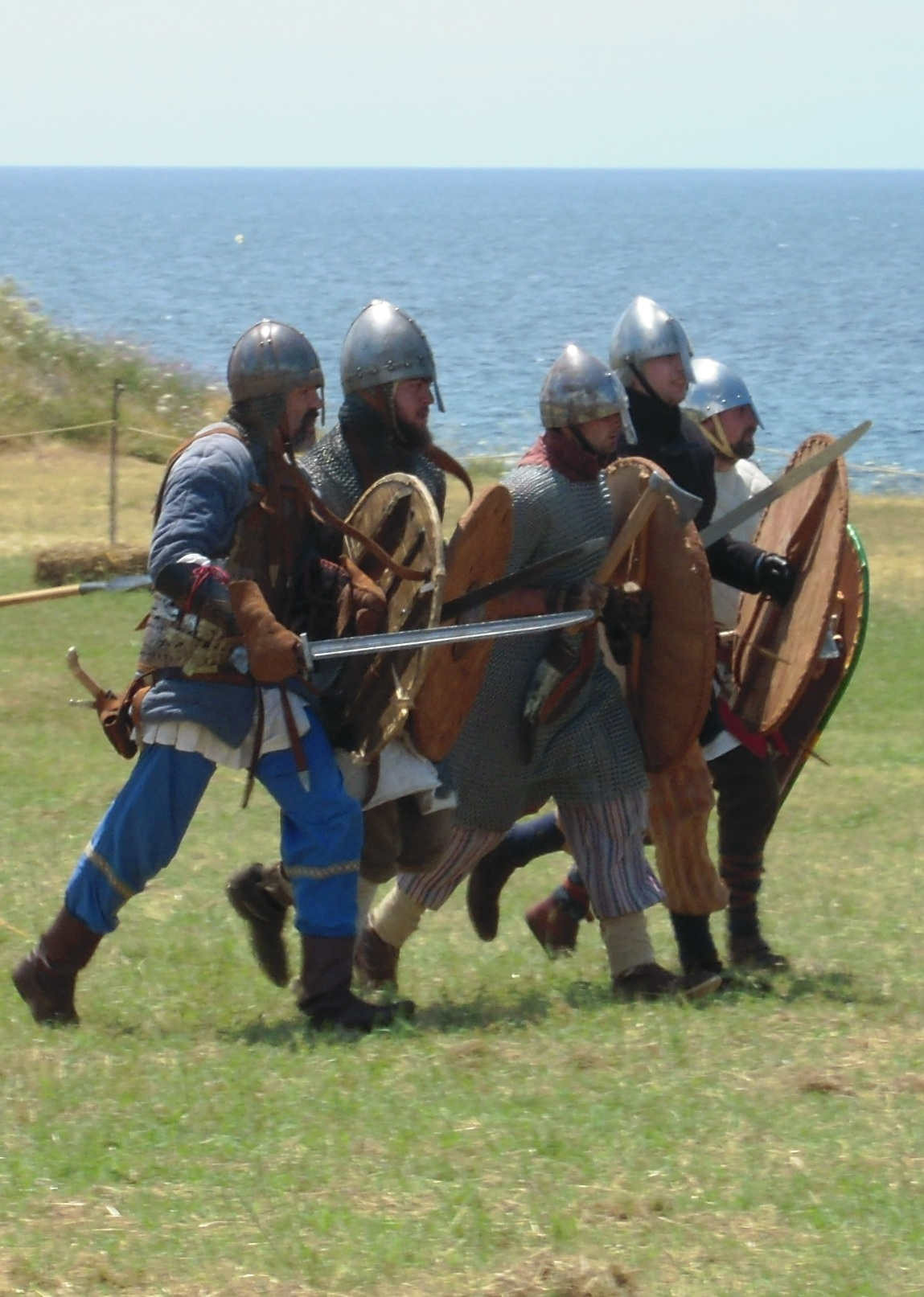
Carica di soldati bizantini nel corso di una rievocazione storica

Si riportano molte azioni che un buon condottiero deve compiere il giorno della battaglia, come ad esempio invocare il supporto di Dio, adattare le tattiche in base al terreno o alle truppe avversarie (arcieri, cavalieri, ecc.). Si presentano inoltre diversi scenari che possono verificarsi durante la battaglia: numero eccessivo del nemico, sfondamento delle linee, perdita di morale delle truppe, ecc., oltre a diverse accortezze relative alla linea e alla formazione dell'esercito durante la battaglia. Si pensi al caso della linea delle truppe troppo lunga, troppo sottile, troppo distante, e così via.

#### Capitolo XV - Guerra d'assedio
Assediare una città può rivelarsi una sfida insidiosa senza conoscere alcuni suggerimenti che l'autore dell'opera ritiene fondamentali. Egli raggruppa la serie di consigli in due elenchi, sottolineando ovviamente come un assedio condotto con delle macchine da guerra sia per caratteristiche diverso da uno senza. Durante l'assalto, è importante fortificarsi contro gli assediati o loro alleati, tenere delle sentinelle vigili per gli stessi motivi, posizionare truppe davanti a cancelli e postierle nemiche, sfiancare l'avversario attaccando in più punti e verificando se si possono tagliare i viveri e l'accesso all'acqua. Dopo l'assedio, è importante trattare la popolazione con gentilezza per conquistarne l'affetto. Se invece si difende occorre raccogliere più cibo possibile e allontanare bocche da sfamare che costituiscono un peso dalla città (donne, bambini e anziani), evitare qualsiasi dissenso tra chi è rimasto nella fortezza, far presidiare gli ingressi agli uomini più fidati, ecc. Infine, in entrambi i casi, il comandante deve impegnarsi tanto quanto i suoi soldati per motivarli e pronunciare discorsi allo scopo di risollevare il loro morale.

#### Capitolo XVI - Il giorno dopo la battaglia
Dopo una vittoria, Leone VI ribadisce l'importanza di rendere grazie a Dio, premiare coloro che si sono distinti per il coraggio e, al contrario, punire i codardi (tanto i soldati quanto gli ufficiali o un intero corpo). Il bottino può essere venduto anziché essere distribuito come ricompensa, allo scopo di coprire le spese. I prigionieri non dovrebbero essere uccisi, ma usati come merce di scambio chiedendo ad esempio un riscatto. I soldati caduti dovrebbero invece essere seppelliti in una tomba. In caso di sconfitta, l'esercito deve essere rinvigorito dai discorsi e punire i nemici se abbassano la guardia dopo la vittoria (in caso di vittoria, bisogna non lasciarsi prendere troppo dall'entusiasmo). Se si conclude una tregua, essa va rispettata, senza dimenticare che il nemico potrebbe comunque infrangerla. Non si dovrebbe inoltre mai rifiutare l'arrivo di un emissario.

#### Capitolo XVII - Incursioni a sorpresa
Sono diverse le tattiche e i metodi per eseguire un efficace attacco a sorpresa: è il caso degli attacchi notturni, del falso abbandono della posizione, del traviare il nemico con informazioni false, ecc. È importantissimo non sottovalutare la località dove imbastire l'imboscata, nonché disporre di una buona rete di spie che possa stimare la forza degli ostili.

#### Capitolo XVIII - Le abitudini delle diverse nazioni
Questo capitolo tratta delle formazioni di battaglia che i romei (Ῥωμαῖοι: Rhomaoi) sono soliti adottare in attacco o difesa, così come quelle di altri popoli e le loro possibili contromisure. L'autore sviluppa una descrizione delle strategie, dei costumi, delle storie e delle culture di combattimento:
- I persiani sono descritti come truppe poco disciplinate, spinte dal bottino e dallo zelo della loro falsa adorazione.
- Gli antichi sciti hanno influenzato turchi e bulgari nelle loro tattiche di attacco a sorpresa.
- I cristiani bulgari sono presentati grosso modo alla stregua di vassalli dell'impero.
- I turchi sono presentati come formidabili combattenti, non cristiani, avidi di denaro, di poche parole, il cui equipaggiamento e formazioni sono descritti nel dettaglio dall'autore.
- I franchi e longobardi sono descritti come cristiani coraggiosi, amanti della guerra, impazienti, facili da corrompere, risentiti per le lunghe privazioni e che dovrebbero essere vassalli dell'impero.
- Gli slavi sono cristiani descritti come combattenti instancabili, che possono subire lunghe privazioni, ma che rifiutano il rapporto di vassallaggio con Costantinopoli. L'autore cita anche le conversioni religiose volute da Basilio I il Macedone.
- I saraceni o arabi sono presentati come continui empi avversari dell'impero, il cui genio militare li pone al di sopra degli altri popoli e, pertanto, non possono essere trascurati, in quanto sanno emulare e riproporre efficacemente le tattiche dei romei.

Oltre alle tante tattiche e ordini di battaglia presentati, esistono anche dei discorsi proposti da Leone sulla difesa della fede cristiana, come ad esempio: « [...] siate sempre pronti a versare il vostro sangue a sostegno della fede cristiana, così come a difendere i suoi fedeli [...]», « [...] , odiamo la loro empietà, e muoviamo loro guerra per il sostegno della fede». «Lo zelo dei nostri soldati sarà ravvivato quando sapranno di combattere per la fede, [...] e per il resto di tutti i cristiani».

#### Capitolo XIX - Sulla guerra navale

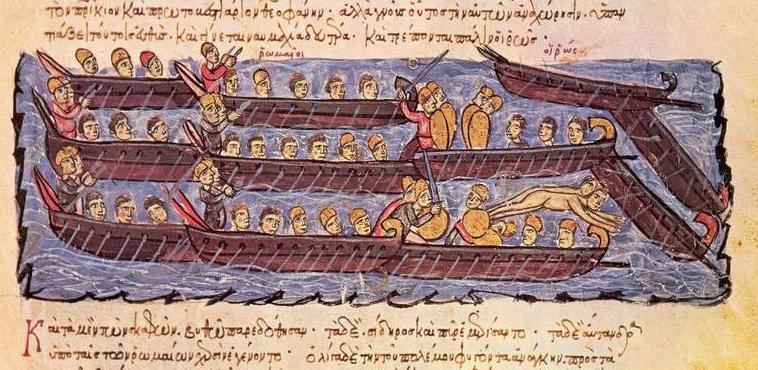
La marina bizantina respinge un assedio nemico

A proposito della guerra navale, l'autore dice che essa è scarsamente documentata e trasmessa oralmente tra i generali. Egli descrive le specificità che le navi devono avere, i rifornimenti e il corretto posizionamento dei vari membri dell'equipaggio nonché le loro attrezzature. Menziona principalmente il dromone (δρόμων, in sostituzione dell'antica trireme), in quanto l'imbarcazione principalmente utilizzata, ma riferisce anche l'esistenza di navi più grandi che possono ospitare 200 marinai. L'autore discute di diverse tattiche, formazioni e strategie militari navali che dovrebbero essere utilizzate, nonché diverse precauzioni da prendere: avere le navi sorvegliate quando la flotta è sbarcata per evitare sabotaggi, ecc. Si riferiscono diversi metodi e tattiche per usare fuoco greco.

#### Capitolo XX - Massime di guerra
Questo capitolo evoca molti consigli e massime che possono essere utilizzati per perfezionare la "scienza delle armi", alcuni dei quali risalgono ad autori antichi. Di seguito alcuni passaggi: « [...] condividi in ogni occasione le fatiche e le asperità della guerra con coloro che comandi, [...]», «la tua morale deve essere un modello per gli altri».

#### Epilogo
Si ricordano in conclusione le più importanti lezioni che un generale dovrebbe imparare; l'importanza della preghiera a Dio e della buona pietà, come dovrebbe essere un buon generale e saper usare bene la scienza della guerra, l'addestramento e tutte le conoscenze in campo bellico.

### Complementi delSylloge Tacticorum
- Capitolo XXXII - Le loro formazioni di fanteria (greco antico)
- Capitolo XXXIII - Le loro formazioni di cavalleria (greco antico)
- Capitolo XXXIV - Le loro formazioni miste (greco antico)
- Capitolo XXXV - Come i romei nominano gli ufficiali dell'esercito e le loro unità
- Capitolo XXXVIII - Armi della fanteria romea
- Capitolo XXXIX - Armi della cavalleria romea
- Capitolo XLI - Nomi delle manovre delle truppe
- Capitolo XLII - Formazioni di falangi
- Capitolo XLIII - Approfondimento sulle formazioni di fanteria e cavalleria, sulla loro lunghezza e sullo spazio occupato da un fante all'interno della formazione, il cavaliere e l'intervallo tra loro in formazioni e al volo di una freccia
- Capitolo LIII - Cosa deve fare il generale quando è sotto assedio
- Capitolo LIV - Cosa dovrebbe fare il generale quando assedia il nemico
- Capitolo LV - Come il generale dovrebbe costruire rapidamente un forte vicino al confine nemico senza ingaggiare battaglia

## L'appello alla "guerra santa"
Intorno all'anno 900, l'imperatore Leone VI cercò di mobilitare i bizantini per muovere una guerra santa (una guerra in nome di Dio o contro i nemici di Dio) contro i musulmani traendo ispirazione da quello che sapeva sulla jihad, concetto per il quale nutriva una certa ammirazione, specie con riferimento al sacrificio. A tal proposito, si esprime con i seguenti toni:
Più avanti, si esprime grosso modo così quando richiama la solidarietà cristiana tra tutti i bizantini per questo sforzo militare: « [...] i non combattenti forniscano ai combattenti armi, doni e preghiere [...] se i corpi d'armata mancano di qualcosa [...] glielo forniscono con l'aiuto al prossimo e la solidarietà... Se, aiutati da Dio [...] affrontiamo i Saraceni con spavalderia e coraggio per la salvezza della nostra anima, convinti di combattere, [...] per quelli della nostra razza e per tutti i nostri fratelli cristiani, [...]». Questa idea di "guerra santa cristiana" non scatenò una grande mobilitazione tra i bizantini, ma piuttosto l'indifferenza e il riserbo da parte delle autorità religiose che non volevano confondere gli affari temporali (la guerra) e quelli atemporali (Dio).